# Coelastrum
Coelastrum – rodzaj glonów z gromady zielenic. Kuliste komórki tworzą sferyczne, rzadziej graniaste cenobia o liczbie komórek 4, 8, 16, 32 lub 64 (wyjątkowo 128) i rozmiarze do ok. 100 μm. W pewnych sytuacjach komórki mogą występować także pojedynczo. Komórki w cenobiach są upakowane dość ściśle, ale z wolnymi przestrzeniami między ścianami komórkowymi.
Komórki zawierają po jednym jądrze, chloroplaście i pirenoidzie. Mitoza poprzedza cytokinezę, więc komórki przed podziałem stają się wielojądrzaste. W rodzicielskich komórkach powstają cenobia potomne. Zachowanie ściany komórkowej należącej do komórki rodzicielskiej może skutkować nieregularnościami kształtu cenobium.
Nie zaobserwowano rozmnażania płciowego i stadiów uwicionych.
Rodzaj ten występuje pospolicie w fitoplanktonie jezior mezotroficznych i eutroficznych we wszystkich strefach klimatycznych.

## Systematyka
Systematyka zielenic podlega ciągłym zmianom. Rodzaj Coelastrum najczęściej jest zaliczany do rodziny Scenedesmaceae, a wraz z nią w klasie zielenic właściwych, choć bywa też wyróżniana rodzina Coelastraceae.
W serwisie AlgaeBase na początku 2022 skatalogowane było 31 gatunków o potwierdzonym statusie:
- Coelastrum altaicum
- Coelastrum annulatum
- Coelastrum astroideum
- Coelastrum augustae
- Coelastrum bohlinianum
- Coelastrum cambricum
- Coelastrum carpaticum
- Coelastrum cornutum
- Coelastrum crenatum
- Coelastrum cruciatum
- Coelastrum giganteum
- Coelastrum indicum
- Coelastrum irregulare
- Coelastrum microporum
- Coelastrum palii
- Coelastrum pascheri
- Coelastrum pilifrum
- Coelastrum printzii
- Coelastrum proboscideum
- Coelastrum pseudomicroporum
- Coelastrum pulchellum
- Coelastrum pulchrum
- Coelastrum rugosum
- Coelastrum scabrum
- Coelastrum schizodermaticum
- Coelastrum skujae
- Coelastrum speciosum
- Coelastrum sphaericum
- Coelastrum stuhlmannii
- Coelastrum tallonii
- Coelastrum triangulare

W Polsce najpospolitsze gatunki to:
- C. astroideum
- C. microporum
- C. proboscideum
- C. reticulatum (Hariotina reticulata)